# Liste des sites Ramsar aux Samoa
Cet article recense les zones humides des Samoa concernées par la convention de Ramsar.

## Statistiques
La convention de Ramsar est entrée en vigueur aux Samoa le 6 février 2005.
En janvier 2020, le pays compte 2 sites Ramsar, couvrant une superficie de 54,89 km2.

## Liste
| Site                        | District        | Notes | Date            | Superficie (km²) | Altitude (m) | Identifiant Ramsar | Identifiant WDPA | Coordonnées                         | Photo |
| --------------------------- | --------------- | ----- | --------------- | ---------------- | ------------ | ------------------ | ---------------- | ----------------------------------- | ----- |
| Lac Lanoto'o                | Tuamasaga       |       | 10 juillet 2004 | 4,70             | 801          | 1412               | 902680           | 13° 54′ 18″ sud, 171° 50′ 02″ ouest |       |
| Parc national O Le Pupū-Puē | Atua, Tuamasaga |       | 2 février 2016  | 50,19            | 0 - 1 100    | 2313               | 555625771        | 13° 58′ 59″ sud, 171° 43′ 55″ ouest |       |